# West-Aziatisch kampioenschap voetbal 2019
De West-Aziatisch kampioenschap voetbal 2019 was de 9e editie van het West Asian Football Federation Championship. Het toernooi werd gehouden van 30 juli 2019 tot en met 14 augustus in Irak. Bahrein werd voor de eerste keer winnaar van het toernooi, in de finale werd Irak met 1–0 verslagen.  

## Deelnemende landen
| WAFF-leden                                      |                                             | Deden niet mee                                |
| ----------------------------------------------- | ------------------------------------------- | --------------------------------------------- |
| - Bahrein - Irak - Jordanië - Koeweit - Libanon | - Palestina - Saoedi-Arabië - Syrië - Jemen | - Oman - Verenigde Arabische Emiraten - Qatar |

## Speelsteden
| Karbala                                           | · Karbala Erbil | · Karbala Erbil |
| Karbala Internationaal Stadion Capaciteit: 30.000 | · Karbala Erbil | · Karbala Erbil |
|                                                   | · Karbala Erbil | · Karbala Erbil |
| Erbil                                             | · Karbala Erbil | · Karbala Erbil |
| Franso Hariristadion Capaciteit: 20.000           | · Karbala Erbil | · Karbala Erbil |
|                                                   | · Karbala Erbil | · Karbala Erbil |

## Groepsfase

### Groep A
| Land      | Wed | Win | Gel | Ver | DV | DT | +/- | Pnt |
| --------- | --- | --- | --- | --- | -- | -- | --- | --- |
| Irak      | 4   | 3   | 1   | 0   | 5  | 2  | +3  | 10  |
| Palestina | 4   | 2   | 1   | 1   | 6  | 5  | +1  | 7   |
| Jemen     | 4   | 1   | 1   | 2   | 4  | 5  | –1  | 4   |
| Libanon   | 4   | 1   | 1   | 2   | 3  | 4  | –1  | 4   |
| Syrië     | 4   | 0   | 2   | 2   | 5  | 7  | –3  | 2   |

|                            |         |              |         | |
| 30 juli 2019 19:30 (UTC+3) | Irak    | 1–0          | Libanon | Karbala Internationaal Stadion, Karbala Toeschouwers: 25.125 Scheidsrechter: Ali Al-Samaheeji (BHR) |
| 30 juli 2019 19:30 (UTC+3) | Ali 57' | Externe link |         | Karbala Internationaal Stadion, Karbala Toeschouwers: 25.125 Scheidsrechter: Ali Al-Samaheeji (BHR) |

|                            |       |              |           | |
| 30 juli 2019 22:30 (UTC+3) | Jemen | 0–1          | Palestina | Karbala Internationaal Stadion, Karbala Toeschouwers: 200 Scheidsrechter: Mahmood Al-Majarafi (OMA) |
| 30 juli 2019 22:30 (UTC+3) |       | Externe link | Hamed 26' | Karbala Internationaal Stadion, Karbala Toeschouwers: 200 Scheidsrechter: Mahmood Al-Majarafi (OMA) |

|                               |                  |              |                                 |                                                                                 |
| 2 augustus 2019 19:30 (UTC+3) | Palestina        | 1–2          | Irak                            | Karbala Internationaal Stadion, Karbala Scheidsrechter: Turki Al-Khudhayr (KSA) |
| 2 augustus 2019 19:30 (UTC+3) | Batran 3' (pen.) | Externe link | Abdul-Raheem 22' Ali 83' (pen.) | Karbala Internationaal Stadion, Karbala Scheidsrechter: Turki Al-Khudhayr (KSA) |

|                               |                      |              |              |                                                                                                 |
| 2 augustus 2019 22:30 (UTC+3) | Libanon              | 2–1          | Syrië        | Karbala Internationaal Stadion, Karbala Toeschouwers: 500 Scheidsrechter: Mohammad Arafah (JOR) |
| 2 augustus 2019 22:30 (UTC+3) | Matar 81' Moni 90+1' | Externe link | Al Douni 48' | Karbala Internationaal Stadion, Karbala Toeschouwers: 500 Scheidsrechter: Mohammad Arafah (JOR) |

|                               |               |              |              | |
| 5 augustus 2019 19:30 (UTC+3) | Syrië         | 1–1          | Jemen        | Karbala Internationaal Stadion, Karbala Toeschouwers: 155 Scheidsrechter: Mahmood Al-Majarafi (OMA) |
| 5 augustus 2019 19:30 (UTC+3) | Al-Khatib 61' | Externe link | Qarawi 45+2' | Karbala Internationaal Stadion, Karbala Toeschouwers: 155 Scheidsrechter: Mahmood Al-Majarafi (OMA) |

|                               |              |     |           |                                                                                               |
| 5 augustus 2019 22:30 (UTC+3) | Libanon      | 0–0 | Palestina | Karbala Internationaal Stadion, Karbala Toeschouwers: 500 Scheidsrechter: Saad Khalefah (KUW) |
| 5 augustus 2019 22:30 (UTC+3) | Externe link |     |           | Karbala Internationaal Stadion, Karbala Toeschouwers: 500 Scheidsrechter: Saad Khalefah (KUW) |

|                               |                                    |              |           | |
| 8 augustus 2019 19:30 (UTC+3) | Jemen                              | 2–1          | Libanon   | Karbala Internationaal Stadion, Karbala Toeschouwers: 10.000 Scheidsrechter: Ali Al-Samaheeji (BHR) |
| 8 augustus 2019 19:30 (UTC+3) | Mansoor 43' Al-Matari 45+1' (pen.) | Externe link | Kdouh 26' | Karbala Internationaal Stadion, Karbala Toeschouwers: 10.000 Scheidsrechter: Ali Al-Samaheeji (BHR) |

|                               |              |     |      |                                                                               |
| 8 augustus 2019 22:30 (UTC+3) | Syrië        | 0–0 | Irak | Karbala Internationaal Stadion, Karbala Scheidsrechter: Mohammad Arafah (JOR) |
| 8 augustus 2019 22:30 (UTC+3) | Externe link |     |      | Karbala Internationaal Stadion, Karbala Scheidsrechter: Mohammad Arafah (JOR) |

|                                |                                                |              |                                               |                                                                             |
| 11 augustus 2019 19:30 (UTC+3) | Palestina                                      | 4–3          | Syrië                                         | Karbala Internationaal Stadion, Karbala Scheidsrechter: Saad Khalefah (KUW) |
| 11 augustus 2019 19:30 (UTC+3) | Batran 45+3' Dabbagh 60' (pen.), 61' Yamin 89' | Externe link | Mobayed 3' Al-Khatib 66' (pen.) Mardikian 73' | Karbala Internationaal Stadion, Karbala Scheidsrechter: Saad Khalefah (KUW) |

|                                |                           |              |               |                                                                     |
| 11 augustus 2019 22:30 (UTC+3) | Irak                      | 2–1          | Jemen         | Karbala Sports City, Karbala Scheidsrechter: Ali Al-Samaheeji (BHR) |
| 11 augustus 2019 22:30 (UTC+3) | Bayesh 26' Ali 31' (pen.) | Externe link | Al-Matari 90' | Karbala Sports City, Karbala Scheidsrechter: Ali Al-Samaheeji (BHR) |

### Groep B
| Land          | Wed | Win | Gel | Ver | DV | DT | +/- | Pnt |
| ------------- | --- | --- | --- | --- | -- | -- | --- | --- |
| Bahrein       | 3   | 2   | 1   | 0   | 2  | 0  | +2  | 7   |
| Jordanië      | 3   | 1   | 1   | 1   | 4  | 2  | +2  | 4   |
| Koeweit       | 3   | 1   | 1   | 1   | 3  | 3  | 0   | 4   |
| Saoedi-Arabië | 3   | 0   | 1   | 2   | 1  | 5  | –4  | 1   |

|                               |          |              |                |                                                                                         |
| 4 augustus 2019 19:30 (UTC+3) | Jordanië | 0–1          | Bahrein        | Franso Hariristadion, Erbil Toeschouwers: 3.500 Scheidsrechter: Haitham Al-Walidi (YEM) |
| 4 augustus 2019 19:30 (UTC+3) |          | Externe link | Abdullatif 69' | Franso Hariristadion, Erbil Toeschouwers: 3.500 Scheidsrechter: Haitham Al-Walidi (YEM) |

|                               |               |              |                               |                                                                                         |
| 4 augustus 2019 22:30 (UTC+3) | Saoedi-Arabië | 1–2          | Koeweit                       | Franso Hariristadion, Erbil Toeschouwers: 5.500 Scheidsrechter: Mohammed Al-Noori (IRQ) |
| 4 augustus 2019 22:30 (UTC+3) | Sufyani 13'   | Externe link | Al-Musawi 25' (pen.) Ajab 67' | Franso Hariristadion, Erbil Toeschouwers: 5.500 Scheidsrechter: Mohammed Al-Noori (IRQ) |

|                               |              |     |               |                                                                |
| 7 augustus 2019 19:30 (UTC+3) | Bahrein      | 0–0 | Saoedi-Arabië | Franso Hariristadion, Erbil Scheidsrechter: Wissam Rabie (SYR) |
| 7 augustus 2019 19:30 (UTC+3) | Externe link |     |               | Franso Hariristadion, Erbil Scheidsrechter: Wissam Rabie (SYR) |

|                               |                 |              |                 |                                                                                    |
| 7 augustus 2019 22:30 (UTC+3) | Koeweit         | 1–1          | Jordanië        | Franso Hariristadion, Erbil Toeschouwers: 2.500 Scheidsrechter: Mohamad Issa (LIB) |
| 7 augustus 2019 22:30 (UTC+3) | Zayid 3' (pen.) | Externe link | Al-Ajalin 90+4' | Franso Hariristadion, Erbil Toeschouwers: 2.500 Scheidsrechter: Mohamad Issa (LIB) |

|                                |                                                      |              |               |                                                                   |
| 10 augustus 2019 19:30 (UTC+3) | Jordanië                                             | 3–0          | Saoedi-Arabië | Franso Hariristadion, Erbil Scheidsrechter: Sameh Al-Qassas (PLE) |
| 10 augustus 2019 19:30 (UTC+3) | Murjan 59' Al-Rawashdeh 90+3' Shelbaieh 90+9' (pen.) | Externe link |               | Franso Hariristadion, Erbil Scheidsrechter: Sameh Al-Qassas (PLE) |

|                                |         |              |                |                                                                  |
| 10 augustus 2019 22:30 (UTC+3) | Koeweit | 0–1          | Bahrein        | Franso Hariristadion, Erbil Scheidsrechter: Wathik Al-Baag (IRQ) |
| 10 augustus 2019 22:30 (UTC+3) |         | Externe link | Abdullatif 80' | Franso Hariristadion, Erbil Scheidsrechter: Wathik Al-Baag (IRQ) |

## Finale
|                                |      |              |           |                                                                                 |
| 14 augustus 2019 20:30 (UTC+3) | Irak | 0–1          | Bahrein   | Karbala Internationaal Stadion, Karbala Scheidsrechter: Turki Al-Khudhayr (KSA) |
| 14 augustus 2019 20:30 (UTC+3) |      | Externe link | Moosa 40' | Karbala Internationaal Stadion, Karbala Scheidsrechter: Turki Al-Khudhayr (KSA) |